# Janowice
Janowice (německy Janowitz nebo Kaiserfeld) jsou vesnice v jižním Polsku ve Slezském vojvodství v okrese Bílsko-Bělá v gmině Bestwina. Leží na řece Łękawka ve Wilamovském podhůří. V roce zde žilo 1 821 obyvatel, rozloha obce činí 7,09 km².
Vesnice vznikla v 15. století jako lesní osada patřící bestwinskému statku. První zmínka o ní pochází z roku 1581. Historicky byly Janowice součástí Osvětimského knížectví, z hlediska kulturně-geografického se řadí k Malopolsku, resp. Západní Haliči. V současnosti patří k suburbanní zóně Bílska-Bělé, se kterým na jihu sousedí, dojíždějí sem i autobusy bílské MHD (linka 56).